# سكوت فيلد
سكوت فيلد (بالإنجليزية: Scott Field)‏ هو محامي وسياسي أمريكي، ولد في 26 يناير 1847، وتوفي في 20 ديسمبر 1931 في كالفيرت في الولايات المتحدة بسبب خثار. حزبياً، نشط في الحزب الديمقراطي. وقد انتخب عضو مجلس النواب الأمريكي.